# Poulet Marengo
Pour les articles homonymes, voir Marengo.
Le poulet Marengo ou veau Marengo ou lapin Marengo ou sauce Marengo est une recette de cuisine traditionnelle de la cuisine française à base de morceaux de poulet mijotés dans une sauce à la tomate et au vin blanc. Elle est créée et baptisée du nom de la victoire historique du premier consul (et futur empereur) Napoléon Bonaparte du 14 juin 1800, à la bataille de Marengo dans le Piémont (de la campagne d'Italie (1799-1800) des guerres napoléoniennes). Ce « poulet de la victoire » est une de ses recettes préférées (en souvenir de cette importante victoire militaire de son règne) devenue depuis une célèbre recette de cuisine française, déclinée en veau Marengo ou lapin Marengo, etc.

## Histoire

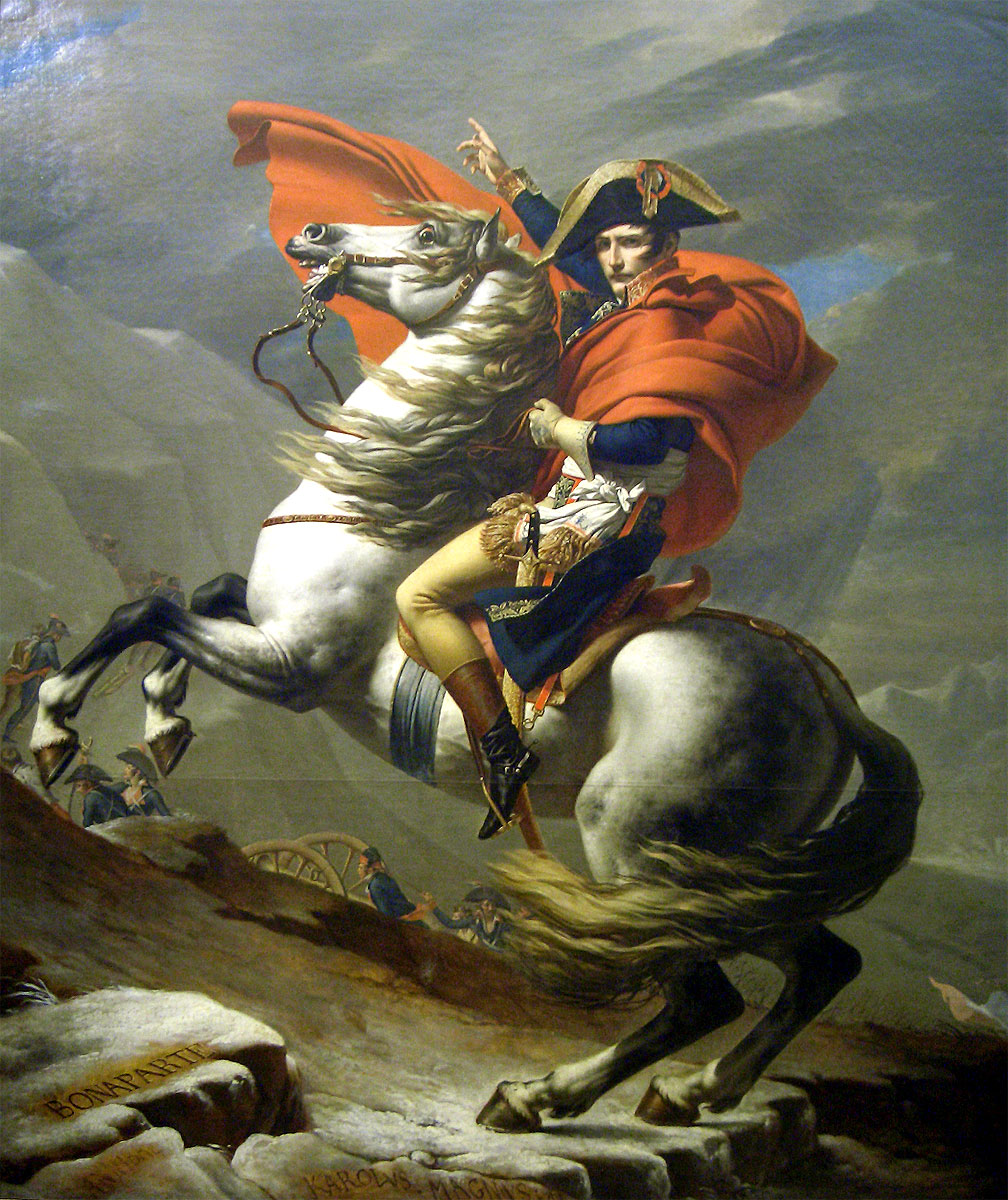
Bonaparte franchissant le Grand-Saint-Bernard dans les Alpes, avec son cheval Marengo (cheval).

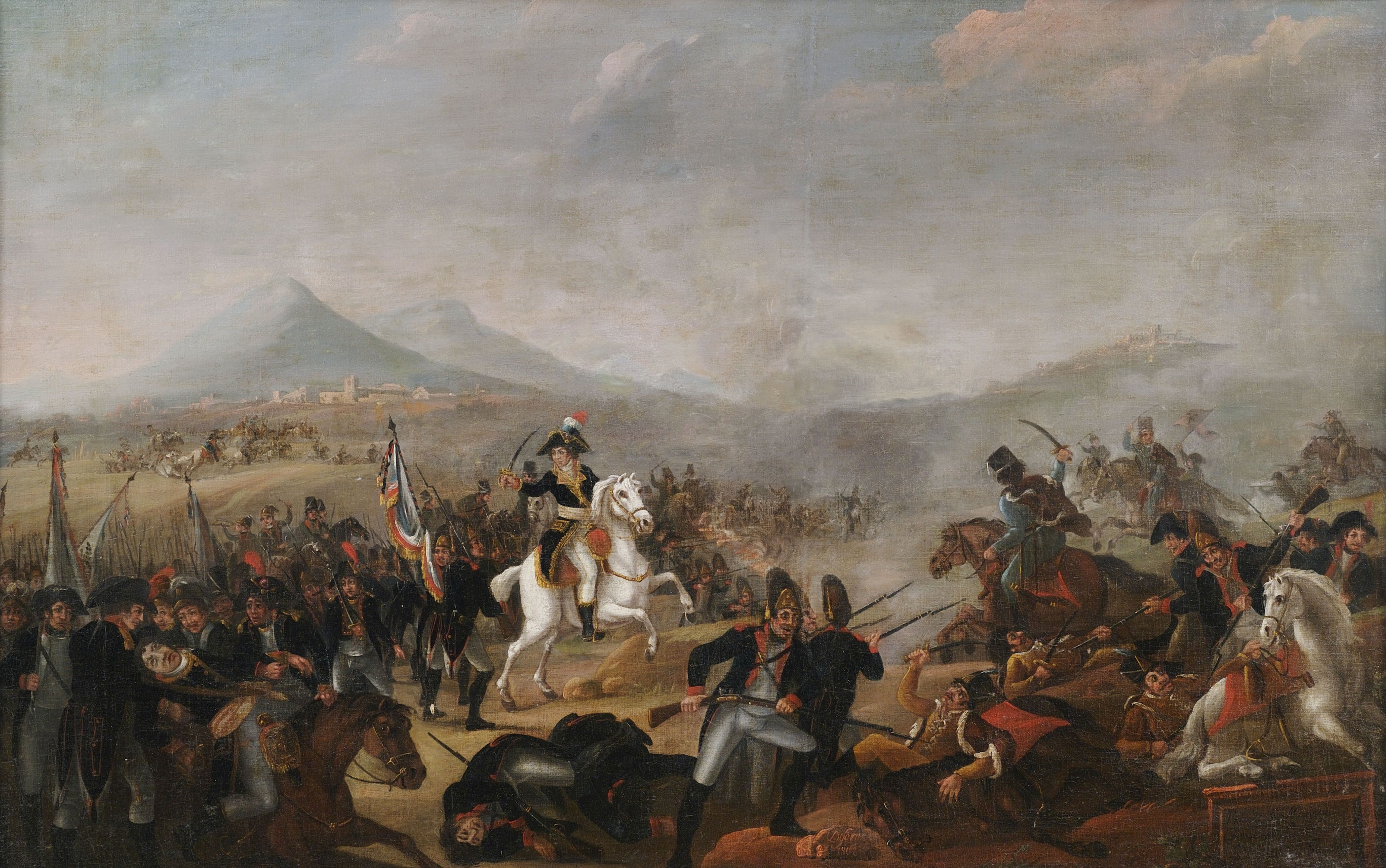
Napoléon Bonaparte à Marengo le 14 juin 1800.

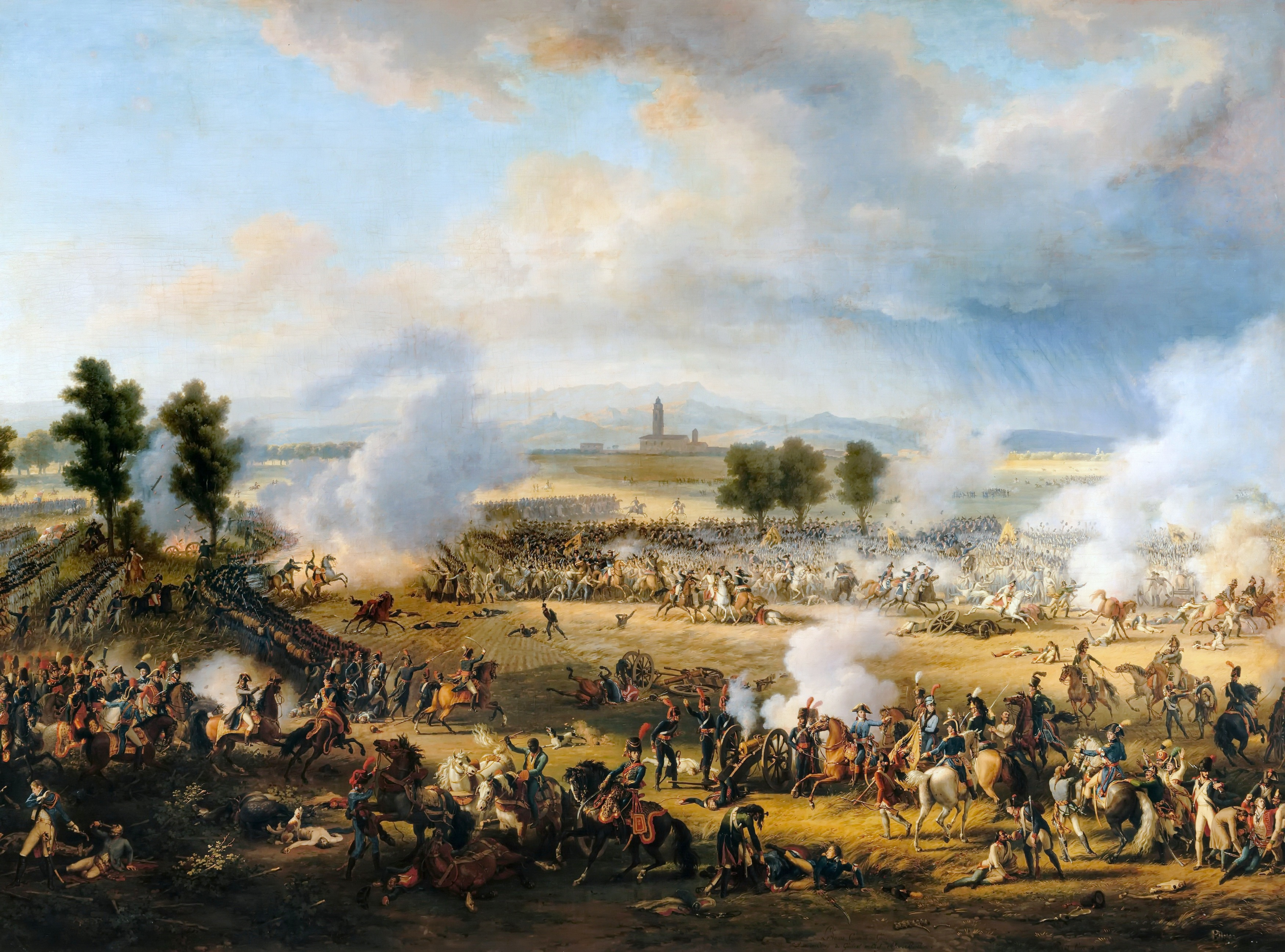
Bataille de Marengo.

La légende napoléonienne de l'histoire de France et de l'histoire de la cuisine française veut que cette recette ait été créée par le cuisinier François Claude Guignet (dit Dunan, un des cuisiniers attitrés de Napoléon Bonaparte) le soir de l'importante victoire historique décisive de la bataille de Marengo contre l'armée impériale autrichienne du Saint-Empire romain germanique. Il dispose d'une volaille mais, à cause de manques d'approvisionnement, se retrouve dépourvu d'ingrédients pour l'accommoder.
Dunan aurait alors improvisé cette recette avec tous les produits locaux qu'il put trouver aux alentours du champ de bataille, pour préparer le repas de la victoire du soir de Bonaparte, avec poulet, tomate, œuf, champignon, huile d'olive, écrevisse, vin blanc, cognac, pain, persil… Il aurait découpé des morceaux de poulet (l'un des aliments préférés de Bonaparte) au sabre, qu'il aurait fait sauter au beurre et à l'huile d'olive,, auxquels il aurait ajouté tomates, champignons, vin blanc, cognac, ail, persil, servi avec des écrevisses, des œufs frits, et des croûtons de pain dorés, (le tout probablement accompagné de gevrey-chambertin, célèbre vin de Bourgogne de l'ordinaire de Bonaparte). Napoléon aurait adoré ce plat et aurait demandé à Dunan de lui resservir à l'identique après chacune de ses futures batailles, à titre superstitieux de porte-chance. Cette recette de victoire devenue célèbre et emblématique en France à cette époque contribue à la diffusion des tomates dans la cuisine française depuis la Révolution française.
La véracité de l'anecdote est cependant contestée par plusieurs historiens, estimant qu'elle date de 1858, sous la plume de Théophile Lepetit, qui appréciait rédiger des dictées inspirées par l'Histoire. Ce dernier se base sur les affirmations d'Édouard Fournier, lequel les tenait pour sa part d'un ouvrage d'Antoine Claude Pasquin.

## Recettes
La recette historique originale présumée du poulet Marengo se décline depuis sous de nombreuses variantes, en particulier de « veau Marengo » ou de « poularde Marengo » ou de « lapin Marengo », etc.

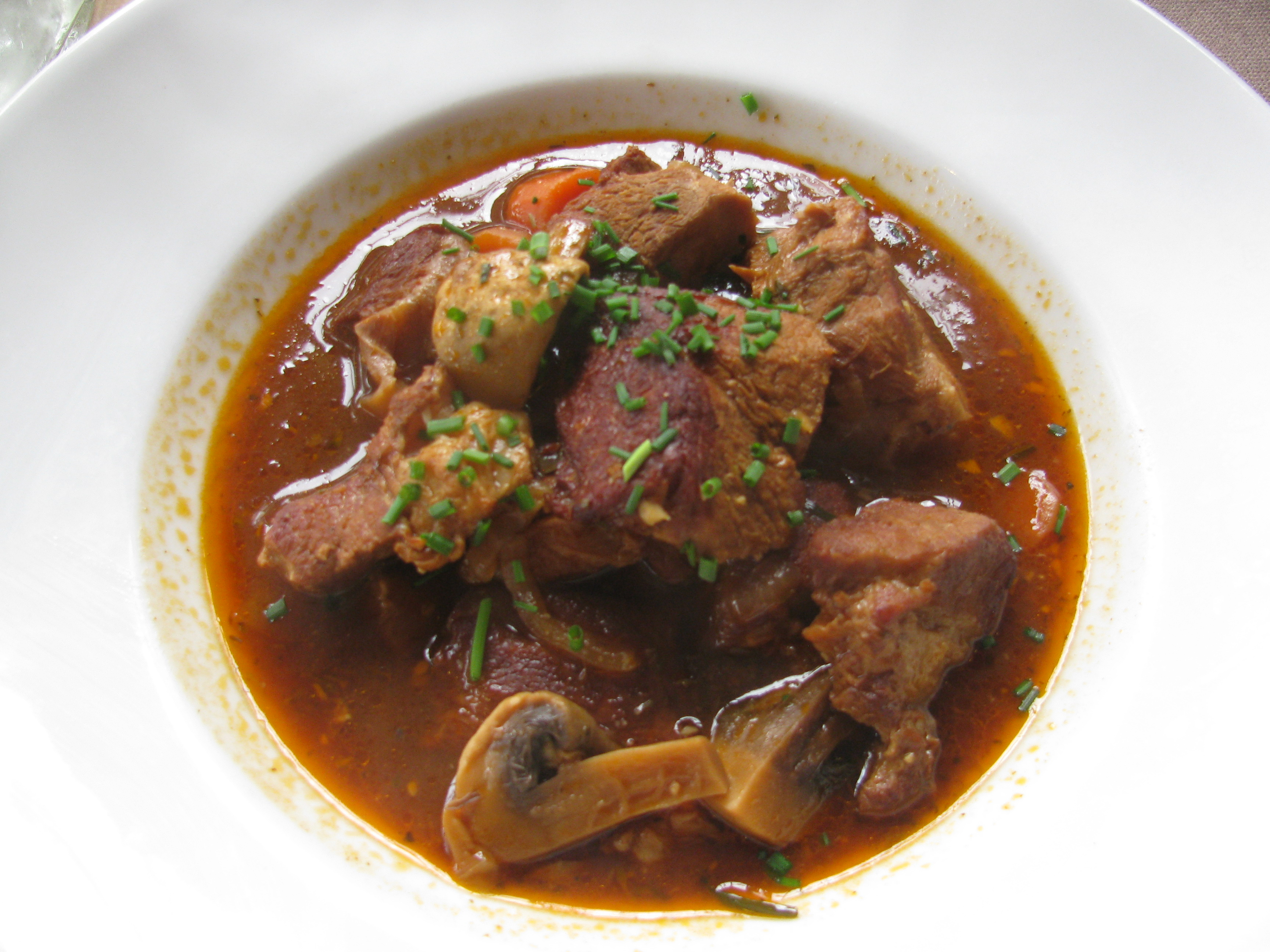
Veau Marengo.
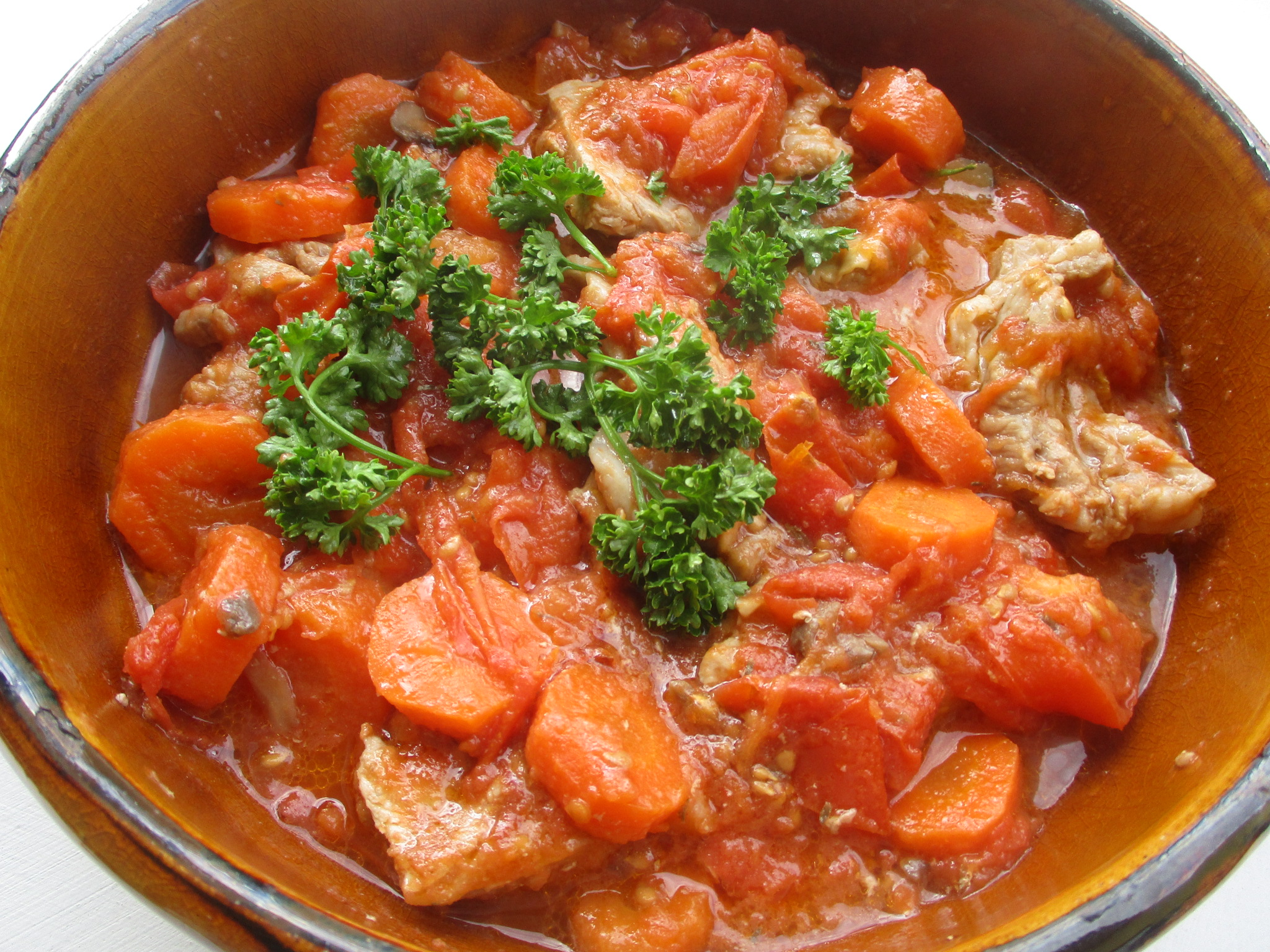
Veau Marengo.
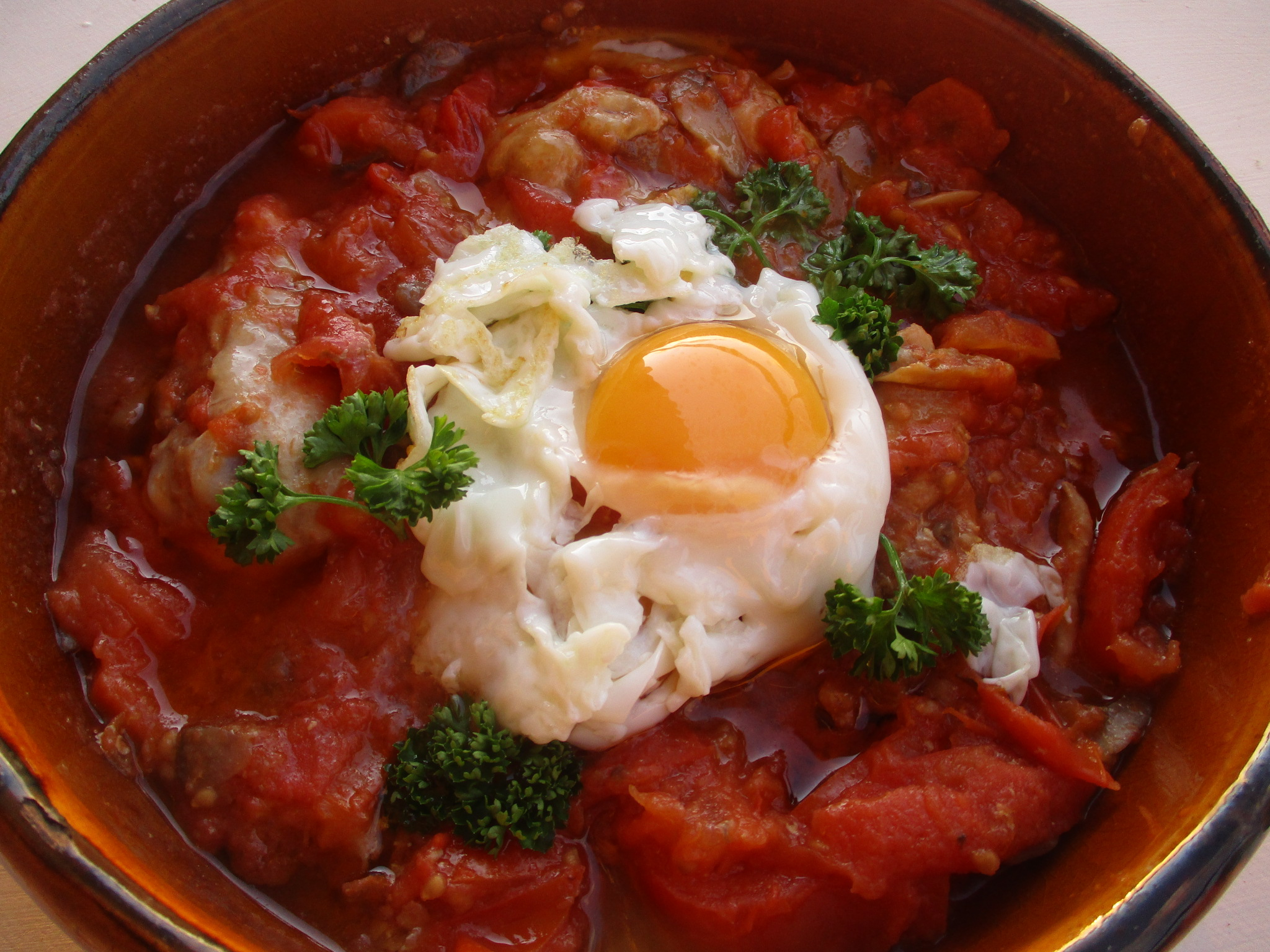
Poulet Marengo et œuf frit « à la Bonaparte ».
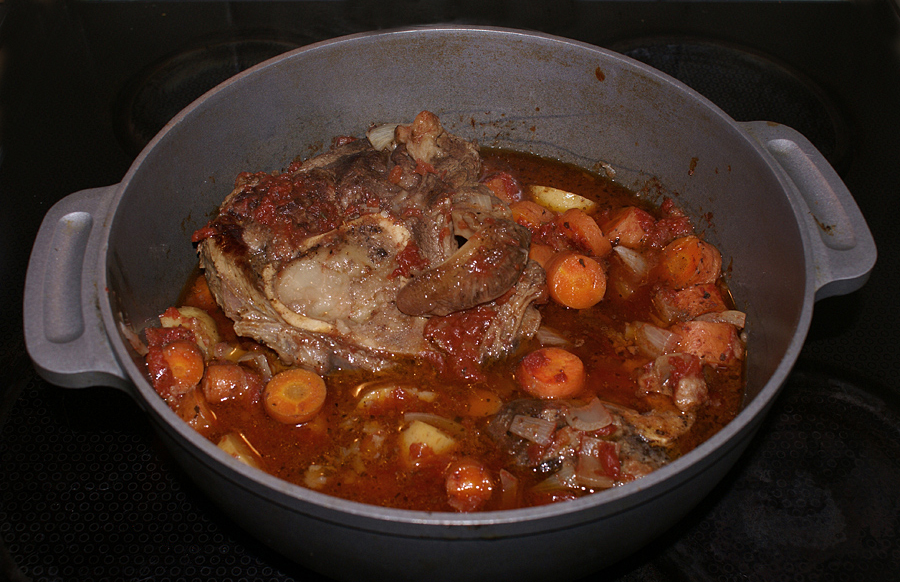
Osso buco (variante italienne du XVIIIe siècle).

Ce ragoût est à ce jour cuisiné avec des morceaux de viande colorés à l'huile d'olive et au beurre, puis cuits longuement à l’étouffée dans une sauce à la tomate, champignons de Paris et vin blanc, avec éventuellement des croûtons de pain.

## Anecdotes
- Marengo est également le nom d'un des célèbres chevaux de guerre préférés de Napoléon, rebaptisé du nom de sa victoire de la bataille de Marengo.
- Après la bataille, le chef du restaurant Les Trois Frères provençaux, à Paris, baptise l'un de ses friteaux[13] « poulet à la Marengo ». Dans le contexte patriotique, c'est rapidement un succès auprès de ses clients[8].
- Le coq au vin de la cuisine française est également une célèbre recette attachée à la victoire historique du chef gaulois Vercingétorix contre Jules César, lors du siège de Gergovie de la Guerre des Gaules en 52 av. J.-C.
- Le bœuf Wellington de la cuisine franco-britannique est nommé du nom du duc Arthur Wellesley de Wellington (chef de l'armée de coalition ennemie pendant les guerres napoléoniennes) grand vainqueur contre l'empereur Napoléon Ier de la bataille de Waterloo en 1815. À la suite de cette victoire définitive de Wellington, le dernier repas de l'empereur Napoléon Ier et de son état-major, sous la tente impériale de son quartier général de la ferme du Caillou, est composé d'une soupe, d'une bouchée à la reine, d'une friture de rougets et de poulet Marengo[14]). Napoléon abdique quatre jours plus tard à son retour à Paris, le 22 juin, avant son exil définitif à Sainte-Hélène.